# أجنس كرومفيديه
أجنس كرومفيديه (بالألمانية: Agnes Krumwiede) هي سياسية ألمانية تنتمي إلى حزب الخضر الألماني، وُلدت في السابع عشر من يناير لعام 1977 في نويبورغ آن در دوناو في المانيا. كانت أجنس عضوة في البرلمان الألماني من عام 2009 و حتى عام 2013 وكذلك المتحدثة باسم تكتل حزب الخضر البرلماني فيما يتعلق السياسة الثقافية.

## حياتها

### تعليمها
حصلت أجنس على دبلوم في الموسيقى حيث أنها عازفة بيانو. و قد كانت تدير مدرسة موسيقية لتعليم البيانو في إنجلوشتادت حتى عام 2009. كانت أجنس تعمل بشكل حر كعازفة بيانو في الحفلات وعازفة مرافقة للمغنين وعملت إضافة لما سبق كموظفة حرة في إذاعة بافاريا وجريدة دوناوكورير الألمانية.

### حياتها الشخصية
إن أجنس غير متزوجة ولكن لديها ابن من السياسي شتيفين كون وتقطن في مدينة إنجلوشتادت.

## مسيرتها السياسية
أصبحت أجنس عضوة في في حزب الخضر الألماني في عام 2001، وتُعد إحدى مؤسسين اتحاد شباب الخضر في إنجلوشتادت. و قد حصلت على منحة من مؤسسة هاينريش بول الحزبية. في عامي 2002 و2008 ترشحت لعضوية مجلس البلدية في إنجلوشتادت، وفي عام 2003 كانت مُرشحة قائمة الولايات خلال انتخابات برلمان الولاية في بافاريا. كانت أجنس المُرشحة المباشرة عن الدائرة الانتخابية أنجلوشتادت في انتخابات البرلمان الألماني لعام 2009 و حصلت على 8,2 بالمئة من الأصوات خلال الصوت الأول حاصلة على مقعد في البرلمان الألماني و كانت المتحدثة باسم تكتل حزب الخضر فيما يتعلق بالسياسة الثقافية ورئيسة اللجنة الثقافية والإعلامية الخاصة بالتكتل. في عام 2013 أخفقت أنجس في الحصول على مقعد في البرلمان.
كانت أنجرد هي إحدى نائبي البرلمان الخمس الذين تمت مرافقتهم خلال أول تشريع لهم ليصدر عنهم فيلم المنتخبين (Die Gewählten) الذي كان من إخراج المخرجة نانسي براندت.

## وصلات خارجية
- السيرة الذاتية لأنجس كرومفيديه على موقع البرلمان الألماني
- موقع أجنس كرومفيديه
- صفحة أنجس كرومفيديه على موقع حزب الخضر
- معلومات حول أجنس كروفيديه على موقع abgeordnetenwatch.de